# Ameerega peruviridis
Ameerega peruviridis es una especie de anfibio anuro de la familia Dendrobatidae.

## Distribución geográfica
Esta especie es endémica del Perú. Habita en la cuenca del río Ucayali.

## Publicación original
- Bauer, 1986 : A new genus and a new specific name in the dart poison frog family (Dendrobatidae, Anura, Amphibia). Ripa (Netherlands), November, p. 1–12.[5]